# マウリツィオ・マルヴェスティティ
マウリツィオ・マルヴェスティティ（イタリア語: Maurizio Malvestiti, 1953年8月25日 - ）は、イタリアのローディ司教（在任：2014年8月26日 - ）である。

## 経歴
1953年、イタリアのフィラーゴの分離集落のマルネで生まれ、マルヴェスティティはベルガモの神学校で勉強し、1977年に司祭として任命された。
彼はローマでの神学研究をつづけ、フランス語と英語が喋れるようになった。
1978年から1994年まではベルガモ神学校で教師を務めていた。
1994年から2009年までは東方教会の公会議の職員だった。
2009年6月19日、彼は会衆の秘書官になり、アシレ・シレベストリーニ、イグナティウス・モーゼス・ダウド、レオナルド・サンドリの秘書官になった。
2014年8月26日、教皇フランシスコは彼をローディの新しい司教に任命した。
2014年10月11日、彼はサン・ピエトロ大聖堂のレオナルド・サンドリ枢機卿から司教叙階を受け、10月26日にローディに着任し、アンジェロ・スコーラ枢機卿から歓迎と司教宣言を受けた。厳粛な式が、教区の司祭、大聖堂参事会、レオナルド・サンドリ枢機卿、そしてジャコモ・カプッチ、ニーノ・スタフィーリ、ディーゴ・コレッティ、クラウディオ・バッキオら司教により執り行われた。
2015年7月4日、彼は司教バッシアノ・ウッゲを新教区総長に任命した。